# Gertrud von Sachsen (1030–1113)

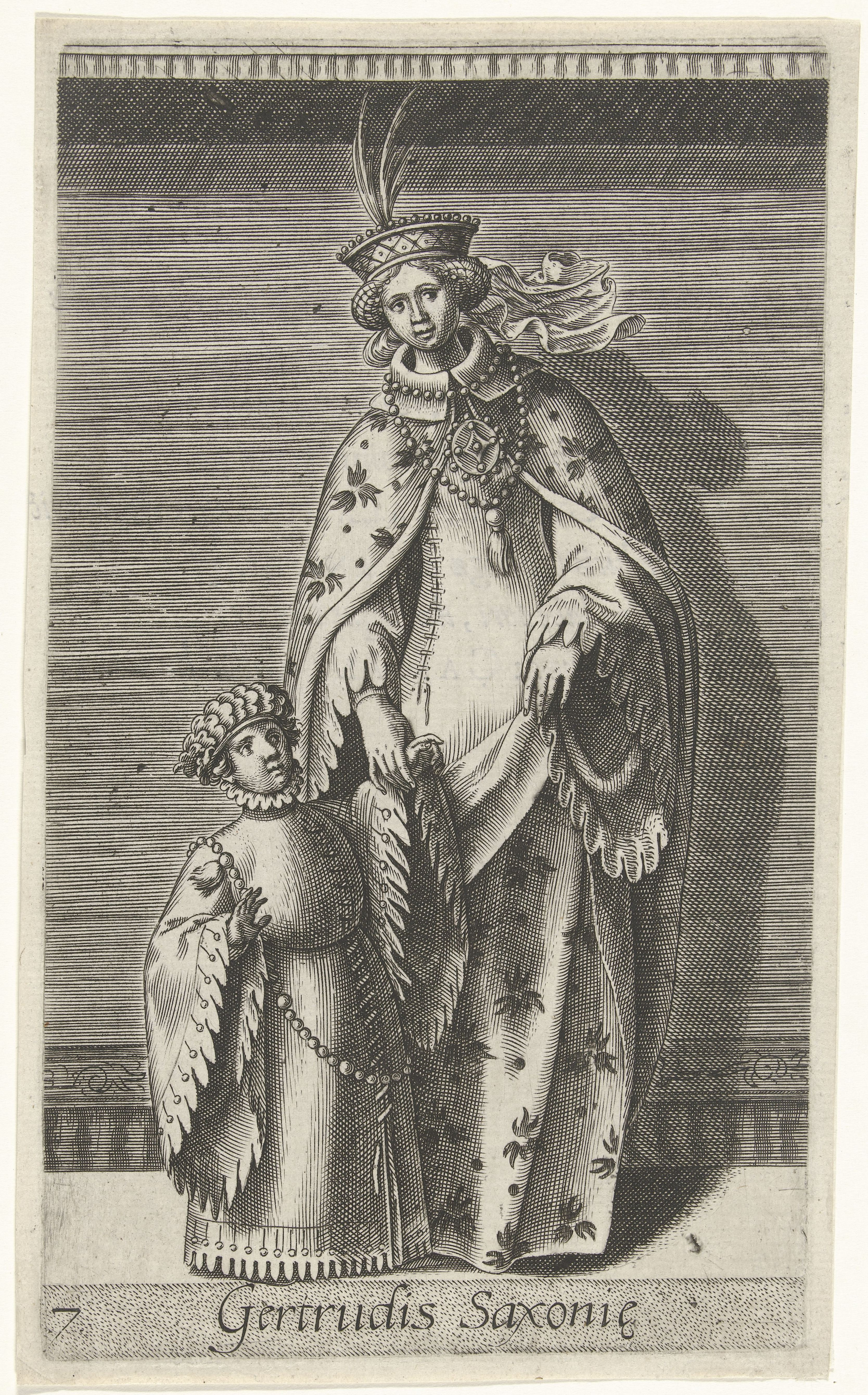
Gertrud von Sachsen

Gertrud von Sachsen (* etwa 1030 in Schweinfurt; † 4. August 1113 in Veurne) war durch die Heirat mit Florens I., Graf von Holland Gräfin von Holland und durch die Heirat mit Robert I., Graf von Flandern Gräfin von Flandern. Zwischen 1061 und 1067 war sie für ihren Sohn Dietrich V. Regentin von Holland und während der Abwesenheit ihres Mannes zwischen 1086 und 1093 Regentin von Flandern. Nach älterer Auffassung war Gertrud eine Tochter von Bernhard II., Herzog von Sachsen, während die neuere Forschung sie als Kind des Grafen Bernhard III. von Werl einordnet.

## Leben
Gertrud wurde als Tochter von Bernhard II., Herzog von Sachsen und Eilika von Schweinfurt geboren.

### Gräfin von Holland
Um 1050 heiratete Gertrud Florens I., Graf von Holland (etwa 1017–28. Juni 1061). Nach dem Tod ihres Ehemannes wurde ihr Sohn Dietrich V. Graf von Holland. Da dieser noch minderjährig war, wurde sie Regentin.
Wilhelm I., Bischof von Utrecht nutzte die Gelegenheit um Teile von Holland zu besetzen. 1064 wurden Wilhelm ein Teil der gräflichen Rechte zugesprochen. Gertrud und ihr Sohn wichen auf die Inseln von Frieslande.

### Gräfin von Flandern
1063 heiratete Gertrud in zweiter Ehe Robert I. Graf von Flandern, den zweiten Sohn von Balduin V., Graf von Flandern. Daraufhin war auch Robert Regent von Holland.
1071 wurde sie nach dem Tod ihres Schwiegervaters Gräfin von Flandern, was sie bis zum Tod ihres Ehemannes 1091 blieb.
Während der Pilgerreise ihres Gatten nach Jerusalem zwischen 1086 und 1093 war Gertrud Regentin von Flandern.

## Familie
Mit ihrem Ehemann Florens I., Graf von Holland hatte sie sieben Kinder:
1. Albert (* etwa 1051), Kanoniker in Lüttich
2. Dietrich V. (etwa 1052 in Vlaardingen–17. Juni 1091), Graf von Holland
3. Peter (* etwa 1053), Kanoniker in Lüttich
4. Bertha (etwa 1055–1094 in Montreuil), verheiratet mit Philipp I. (Frankreich) in 1072[3]
5. Florens (* etwa 1055), Kanoniker in Lüttich
6. Matilda (* etwa 1057)
7. Adela (* etwa 1061), verheiratet mit Graf Baudouin I. von Guînes

Mit ihrem zweiten Ehemann Robert I.  von Flandern hatte sie fünf Kinder:
1. Robert (etwa 1065–5. Oktober 1111), Graf von Flandern[4]
2. Adela († 1115), in erster Ehe mit Knut IV. von Dänemark verheiratet,[4] war Mutter Karl I. von Flandern, in zweiter Ehe mit Roger Borsa, Herzog von Apulien.
3. Gertrude, verheiratet mit Dietrich II. von Lothringen,[4] war Mutter von Dietrich von Elsass, Graf von Flandern.
4. Philip von Loo, dessen unehelicher Sohn Wilhelm von Ypern, 1. Earl of Kent erhob Anspruch auf die Grafschaft Flandern
5. Ogiva, Äbtissin von Messines